# Justiční areál Na Míčánkách
Justiční areál Na Míčánkách (JAM) je komplex budov mezi ulicemi 28. pluku, U Roháčových kasáren, Ruská a Na Míčánkách v Praze 10 ve Vršovicích, v němž sídlí značná část základních pražských justičních institucí. Jde o největší justiční komplex v Česku a skládá se ze tří historických budov bývalých kasáren a jedné novostavby.

## Stavba

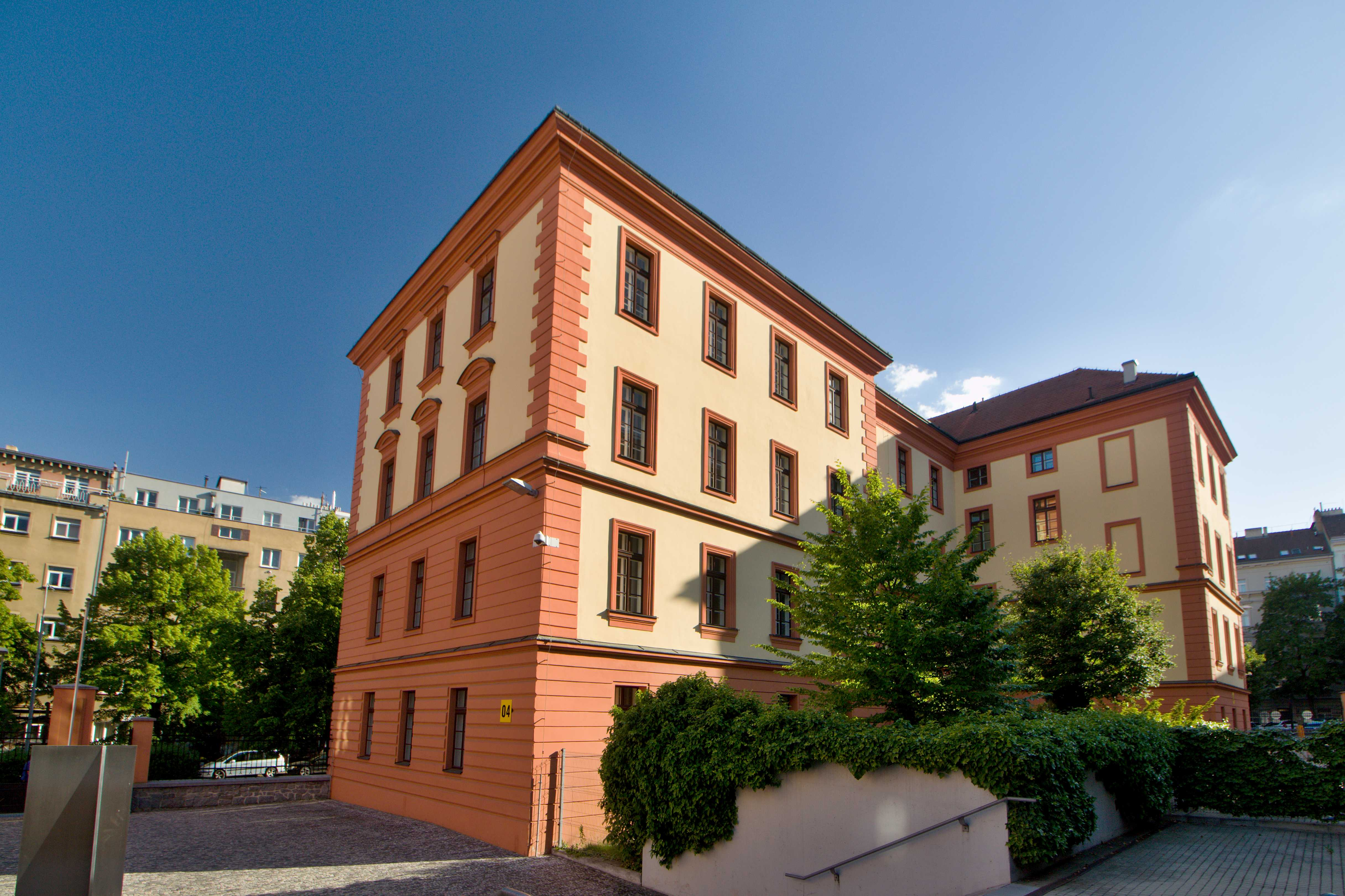
Jedna z původních budov

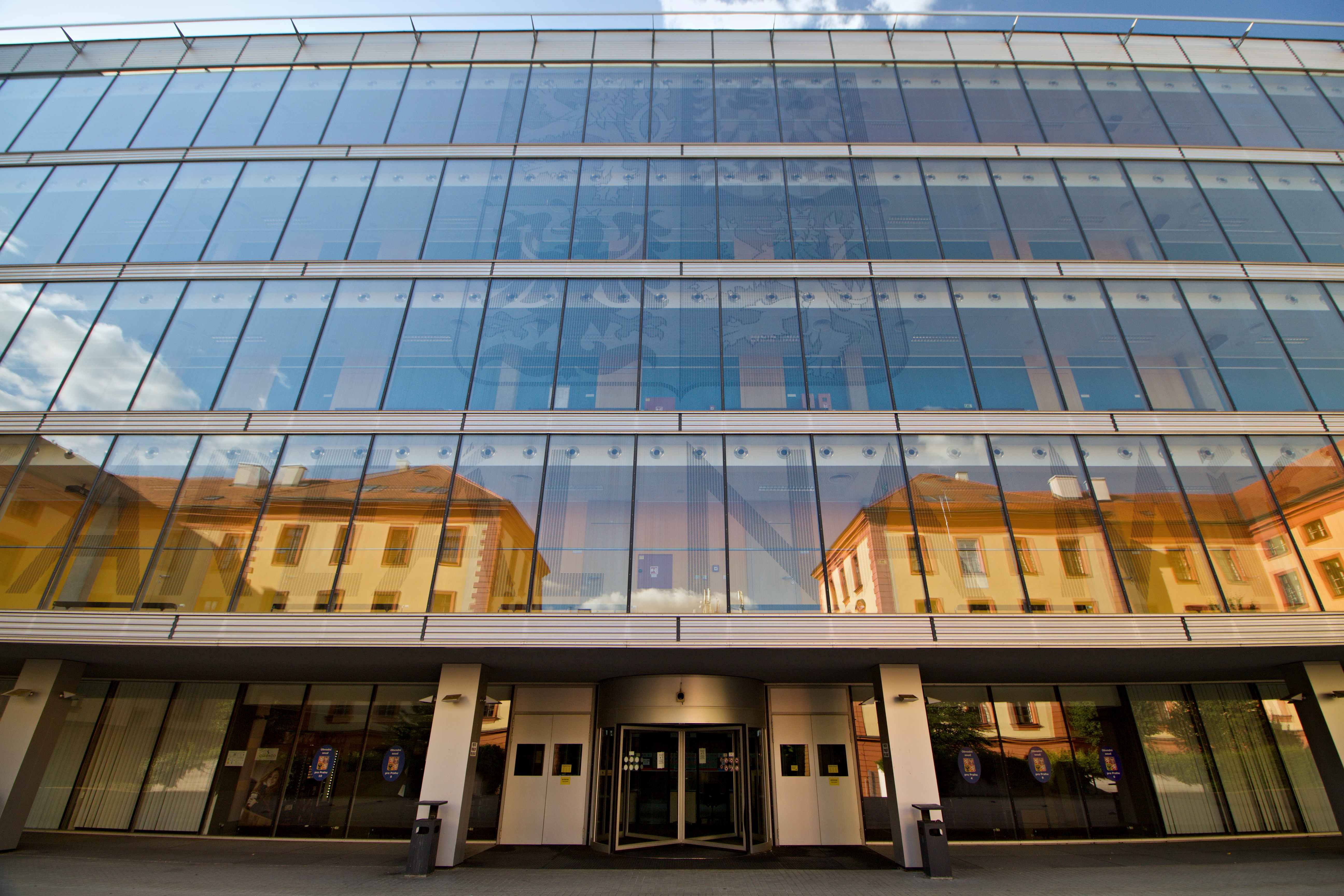
Moderní vestavba

### Realizace
Stavba justičního areálu začala oficiálně roku 2000, kdy byla vybrána pražská společnost HELIKA ke zpracování projektu. Samotná stavba byla realizována mezi červencem 2003 a říjnem 2006 konsorciem společností Skanska a Metrostav. Objednatelem byl Městský soud v Praze, investorem Ministerstvo spravedlnosti a celkové náklady dosáhly 2,5 miliardy Kč. Projekt novostavby zpracovali architekti Vladimír Kružík (hlavní architekt JAM) a Petr Olexa, rekonstrukci stávajících budov Luděk Hauzírek a Veronika Kubátová.

## Historie
Areál s celkovou zastavěnou plochou 11 212 m2 sloužil armádním účelům již v době rakousko-uherského císařství, nacházela se zde kasárna Jana Roháče z Dubé, později zde sídlil 28. pražský pluk. Tato upomínka na historii je zachována, neboť byla obnovena neorenesanční fasáda zrekonstruovaných budov. Ty však slouží pouze potřebám jednotlivých soudů a státních zastupitelství, veřejnosti je přístupná jen vnitřní novostavba s prosklenou čelní fasádou, která má dvě podzemní a sedm nadzemních podlaží se dvěma zrcadlově obrácenými atrii.
Nová část areálu obsahuje mj. 98 soudních síní, 38 místností pro utajené výslechy, 30 vazebních cel, velký dražební sál, informační kancelář, podatelny, studovnu pro nahlížení do spisů, odbornou knihovnu nebo třeba jídelnu pro zaměstnance. 
V jednotlivých podlažích jsou chodby odlišeny sytě tmavými odstíny červené, zelené, modré a žluté. Celý areál je pak propojen podzemními chodbami a i provoz uvnitř novostavby je rozdělen na dvě části, proto se soudci a státní zástupci dostanou do styku s veřejností zásadně až v jednací síni.
V průběhu října 2006 se do justičního areálu přestěhovaly všechny zde sídlící justiční instituce a dne 30. října 2006 byl slavnostně otevřen ministrem spravedlnosti Jiřím Pospíšilem, ombudsmanem Otakarem Motejlem a dalšími.

## Instituce

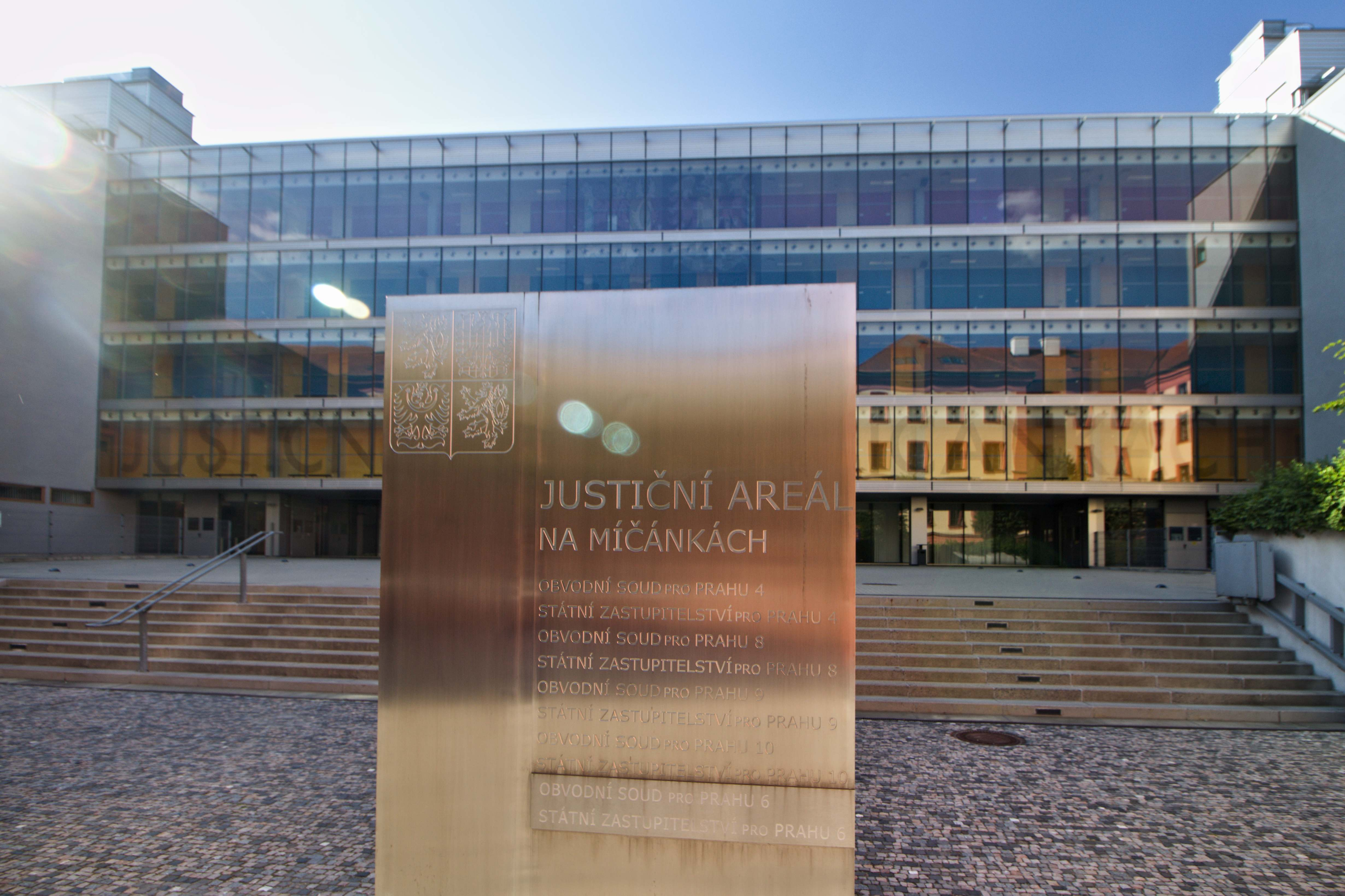
Informační panel na nádvoří

V Justičním areálu Na Míčánkách sídlí tyto pražské justiční instituce:
- Obvodní soud pro Prahu 4
- Obvodní soud pro Prahu 6
- Obvodní soud pro Prahu 8
- Obvodní soud pro Prahu 9
- Obvodní soud pro Prahu 10
- Obvodní státní zastupitelství pro Prahu 4
- Obvodní státní zastupitelství pro Prahu 6
- Obvodní státní zastupitelství pro Prahu 8
- Obvodní státní zastupitelství pro Prahu 9
- Obvodní státní zastupitelství pro Prahu 10
- Probační a mediační služba – střediska Praha, Praha-východ, Praha-západ